# لیگا پوکال ۲۰۰۳
لیگا پوکال ۲۰۰۳ هفتمین دوره از مسابقات لیگا پوکال با نام DFB-Ligapokal بود.
در پایان این دوره، هامبورگ با پیروزی ۴–۲ مقابل بروسیا دورتموند در بازی نهایی، نخستین عنوان قهرمانی خود را بدست آورد.

## باشگاه‌های شرکت‌کننده
در مجموع شش تیم به این مسابقات راه یافتند. برچسب‌های داخل پرانتز نشان می‌دهد که هر تیم چگونه به این مسابقات راه یافته‌است:
- اول، دوم، سوم، چهارم، پنجم، غیره: جایگاه در بوندسلیگا
- cw: قهرمان جام حذفی
- TH: دارنده عنوان قهرمانی فصل قبل لیگا پوکال

| نیمه‌نهایی              | نیمه‌نهایی          |
| ---------------------- | ------------------ |
| بایرن مونیخ (اول + CW) | اشتوتگارت (دوم)    |
| دور مقدماتی            |                    |
| بروسیا دورتموند (سوم)  | هرتابرلینTH (پنجم) |
| هامبورگ (چهارم)        | بوخوم (نهم)        |

یادداشت
1. ↑  از آنجا که تیم‌های ششم تا هشتم جدول بوندس‌لیگا ۰۳–۲۰۰۲، (وردر برمن، شالکه ۰۴ و ولفسبورگ) در جام اینترتوتو ۲۰۰۳ شرکت کردند، بوخوم به عنوان تیم نهم در جدول بوندس‌لیگا ۰۳–۲۰۰۲ به این مسابقات راه پیدا کرد..

## بازی‌ها

### دور مقدماتی
| بروسیا دورتموند            | ۲ – ۱ | بوخوم       |
| -------------------------- | ----- | ----------- |
| روسیتسکی ۳۰' · آموروسو ۳۳' | گزارش | هاشمیان ۳۸' |

| هامبورگ               | ۲ – ۱ | هرتابرلین |
| --------------------- | ----- | --------- |
| مالتریتز ۹' · ران ۷۱' | گزارش | بوبیچ ۳۷' |

### نیمه‌نهایی
| بروسیا دورتموند | ۱ – ۰ | اشتوتگارت |
| --------------- | ----- | --------- |
| کولر ۴۳'        | گزارش |           |

| بایرن مونیخ                    | ۳ – ۳ | هامبورگ                           |
| ------------------------------ | ----- | --------------------------------- |
| بالاک '۲۴ ، '۹۰ · البر ۶۹'     | گزارش | رومئو ۴۱'، ۵۲' · باربارز ۶۷'      |
| ضربات پنالتی                   |       |                                   |
| سالیحمیدزیچ · بالاک · هارگریوز | ۱ – ۴ | ران · هوخما · مالتریتز · مهدوی‌کیا |

### فینال
| دورتموند                 | ۲–۴   | هامبورگ                                              |
| ------------------------ | ----- | ---------------------------------------------------- |
| - آموروسو '۲۴ - کولر ۶۱' | گزارش | - هوگما ۳' - کاردوسو ۱۲' - تاکاهارا ۱۸' - بینلیخ ۶۸' |